# 平正弘
平 正弘（たいら の まさひろ）は、平安時代後期の武将。

## 経歴
平貞弘の子。天永2年（1111年）右衛門尉に遷任する。元永2年（1119年）左衛門尉で皇太子顕仁親王の侍となり、のち検非違使に転じた。保元の乱では崇徳上皇側に与し陸奥に流され、伊勢、信濃、越後に及ぶ所領は没収され後院領となった。

## 平氏と北信濃
正弘の信濃国内の所領は野原郷（矢原御厨）、麻績御厨、市村郷、高田郷であったが、正弘が信濃国に所領を多く得たのは、一族に信濃守が多くおり（伯父・平正家や従兄弟の子・平盛基）、彼らが国司の立場を利用して自己の所領形成を図り、それを正弘が継承したからであると考えられる。そして、正弘の子・惟俊や孫・家俊も布施御厨や富部御厨を本拠地としている。
また、鳥羽院庁下文によれば、水内郡小川荘の領有を巡った安曇郡矢原荘池田郷の池田宗里と清原家兼の争いに、伊勢平氏の平維綱が介入・横領しており、維綱のこの行為と正弘の野原郷形成は連携していたと考えられる。
他にも
- 仁科御厨は平姓仁科氏が管掌していた
- 東条荘は正弘とともに鳥羽院の北面武士として活躍した越後平氏（信濃和田氏）が土着していた
- 千国荘には建久元年（1190年）に平康家という平氏が地頭請所となっている

以上のことから、北信濃の開発には伊勢神宮と平氏が積極的な役割を果たしていたと考えられる。